# Beyond Repair
Beyond Repair is de elfde aflevering van het achtste seizoen van de televisieserie ER, die voor het eerst werd uitgezonden op 10 januari 2002.

## Verhaal
Lockhart is vandaag jarig en tot nu toe beleeft zij er weinig plezier aan, zij maakt kennis met haar nieuwe en zeer luidruchtige buren. Dan ontdekt zij dat dr. Kovac voor twee maanden naar Bosnië gaat voor Artsen zonder Grenzen. Dan ontmoet zij haar ex-man die haar vertelt dat hij opnieuw gaat trouwen en tot overmaat van ramp betrapt zij dr. Carter en dr. Lewis in een intiem moment. Om enig troost te vinden ontfermt zij zich over een jongen die verlaten op de SEH wordt gevonden nadat zijn moeder is komen te overlijden. Dan ontdekt zij dat Paul Sobricki, de aanvaller op dr. Carter, opgenomen is op de SEH en zij wil er alles aan doen om hem uit de buurt te houden van dr. Carter. Zij besluit haar verjaardag met een biertje met haar nieuwe buurvrouw.
Dr. Carter heeft ook zo zijn problemen, zijn moeder is in de stad en begint al snel op zijn zenuwen te werken. Ondertussen ontmoet hij dr. Jing-Mei Chen die in beroep gaat tegen de beslissing om haar de functie van hoofd SEH af te nemen. Zij onthult bewijs te hebben dat zij onterecht van deze functie werd ontheven. Als hij dan ineens Paul Sobriki ontmoet krijgt hij een flashback naar de aanval waar hij zwaar gewond in raakte.
Dr. Weaver is weer op stap met haar nieuwe liefde, Sandy Lopez, en als zij collega's ontmoeten dan blijkt dat dr. Weaver op haar werk nog niet uit de kast is gekomen. Dit zint Sandy niet en dat laat zij ook blijken aan haar vriendin. 
Dr. Greene vindt sigaretten en condooms op de kamer van Rachel, dit verontrust hem zeer. 
Dr. Lewis behandelt een patiënt die in een dodencel zit in afwachting op zijn doodstraf en probeert hem te helpen.

## Rolverdeling

### Hoofdrollen
- Anthony Edwards - Dr. Mark Greene
- Hallee Hirsh - Rachel Greene
- Noah Wyle - Dr. John Carter
- Mary McDonnell - Eleanor Carter
- Frances Sternhagen - Millicent Carter
- Laura Innes - Dr. Kerry Weaver
- Alex Kingston - Dr. Elizabeth Corday
- Goran Višnjić - Dr. Luka Kovac
- Sherry Stringfield - Dr. Susan Lewis
- Ming-Na - Dr. Jing-Mei Chen
- Maura Tierney - verpleegster Abby Lockhart
- Mark Valley - Richard Lockhart
- Laura Cerón - verpleegster Chuny Marquez
- Yvette Freeman - verpleegster Haleh Adams
- Lily Mariye - verpleegster Lily Jarvik
- Deezer D - verpleger Malik McGrath
- Lyn Alicia Henderson - ambulancemedewerker Pamela Olbes
- Lisa Vidal - brandweervrouw Sandy Lopez
- Sharif Atkins - Michael Gallant
- Khandi Alexander - Jackie Robbins
- Kristin Minter - Randi Fronczak
- Troy Evans - Frank Martin

### Gastrollen (selectie)
- David Krumholtz - Paul Sobriki
- Liza Weil - Samantha Sobriki
- Scott Bryce - sociaal werker van Paul Sobriki
- Cheryl White - Meryl Sites
- Matt Weinberg - Douglas Leeman
- Christina Hendricks - Joyce Westlake
- Matthew Settle - Brian Westlake
- Seth Ayott - Larry
- Norma Maldonado - Corrine Munoz